# Walter Kennedy
Pour les articles homonymes, voir Walter Kennedy (homonymie) et Kennedy.
J. Walter Kennedy, né à Stamford, Connecticut, le 8 juin 1912 et mort le 26 juin 1977, est un dirigeant de basket-ball, il fut le commissioner de la National Basketball Association de 1963 à 1975.

## Biographie

### Débuts et carrière sportive
James Walter Kennedy naît à Stamford en 1912 de Lottie et Michael Kennedy, avec la polio, qui le laisse avec un handicap. Malgré tout, il est un fervent fan de sport et sa vie et sa carrière lui sont consacrées entièrement, avec comme apothéose sa nomination en tant que président de la NBA en 1963. Multi-cartes, Kennedy travaille comme entraîneur de lycée, dans la communication et comme politicien. Dans la fin des années 1930, Kennedy entraîne avec succès des équipes et devient directeur sportif de St. Basil's Preparatory School à Stamford, Connecticut.
Il épouse Marion McRedmond en 1940 et est le père de trois enfants : David, Robert et Kathleen.
Dans les années 1940, il retourne à Notre-Dame, pour devenir directeur de l'information en sport. Il part ensuite à la Basketball Association of America en tant que directeur des relations publiques, lorsque la ligue et la National Basketball League fusionnent pour former la National Basketball Association. 
Durant les années 1950 J. Walter Kennedy fait le tour du monde avec les Harlem Globetrotters en tant que directeur de la publicité. Puis il retourne chez lui à Stamford et y est élu maire en 1959, avant que les propriétaires NBA ne votent pour lui pour devenir commissaire en 1963. Le complexe sportif du Westhill High School à Stamford est nommé le J. Walter Kennedy Sports Complex.

### Président de la NBA
Succédant au premier commissionner, le très apprécié Maurice Podoloff, Kennedy devient un directeur exigeant. Kennedy exerce rapidement son autorité, sanctionnant Red Auerbach avec une amende de 500 dollars pour avoir laissé échapper une rencontre de présaison en 1963. 
Lorsqu'il arrive, la NBA ne comptait que neuf équipes, aucun contrat de télévision et des affluences en berne. Quand il se retire en 1975 en tant que commissaire, la ligue compte 18 équipes, a signé un lucratif contrat de télévision et atteint une stabilité financière en ayant augmenté ses revenus de 200% et triplé ses affluences.
Walter Kennedy créé un match annuel NBA à Springfield au bénéfice du Basketball Hall of Fame. Il siège au conseil d'administration du Hall of Fame durant 13 ans, y compris 2 années en tant que président du Hall of Fame. Kennedy y fut lui-même intronisé en 1981.
J. Walter Kennedy comprit l'importance de l'exposition au public, se servant de son expérience des relations publiques, avant de devenir commissaire.
Kennedy était aussi investi dans de nombreuses causes sociales. Le trophée J. Walter Kennedy Community Service est accordé chaque année à un joueur ou entraîneur NBA player pour les services rendus à la communauté. Parmi les grands lauréats, on compte Julius Erving, Magic Johnson, Bob Lanier, Reggie Miller et Doc Rivers.
Il meurt prématurément après son 65e anniversaire en 1977 après un discours sur le cancer.